# Leodegisio
Leodegisio Julián fue un eclesiástico hispano visigodo, obispo de Braga en el s. VII. 
Debió ser consagrado hacia el año 665, durante el reinado de Recesvinto. Como metropolitano de la provincia eclesiástica de Gallaecia, de la que eran sufragáneas las diócesis al norte del río Duero (Oporto, Tuy, Iria, Orense, Lugo, Britonia y Astorga), en tiempos del rey Wamba presidió el III concilio de Braga celebrado en el 675, en el que se concertaron nueve cánones relativos a disciplina eclesiástica.
Probablemente, al mismo tiempo que obispo de Braga lo fue también de Dume, a juzgar por el hecho de que en los documentos de su tiempo no se menciona a ningún obispo de esta diócesis, y de que su antecesor Fructuoso lo había sido de ambas simultáneamente.

Algunos autores, dando crédito a los falsos cronicones de Jerónimo Román de la Higuera, 
mencionaron erróneamente que tras su prelacía en Braga fue trasladado a Toledo; otros conjeturaron que fue benedictino.